# Žalm 61
Žalm 61 („Slyš, Bože, mé bědování“) je biblický žalm. V překladech, které číslují podle Septuaginty, se jedná o 60. žalm. Žalm je nadepsán těmito slovy: „Pro předního zpěváka, za doprovodu strunného nástroje. Davidův.“ Podle některých vykladačů toto nadepsání znamená, že žalm byl určen k tomu, aby jej při určitých příležitostech odzpívával zkušený zpěvák za přítomnosti krále z Davidova rodu s doprovodem hudebního nástroje. Tradiční židovský výklad však naproti tomu považuje všechny žalmy, které jsou označeny Davidovým jménem, za ty, které sepsal přímo král David. Spis Šimuš Tehilim („Užití Žalmů“), jehož autorem je zřejmě židovský učenec Chaj Ga'on (939–1038), uvádí, že recitace 61. žalmu je zvlášť vhodná pro toho, kdo se bojí vstoupit do nějaké budovy.
Několik veršů 61. žalmu zhudebnil Antonín Dvořák v rámci písňového cyklu Biblické písně.